# Włodzimierz Fisiak
Włodzimierz Fisiak (ur. 28 maja 1961 w Łodzi) – polski polityk, samorządowiec, w latach 2006–2010 marszałek województwa łódzkiego.

## Życiorys
Ukończył studia w Szkole Głównej Gospodarstwa Wiejskiego w Warszawie.
W latach 1988–1990 zasiadał w Stołecznej Radzie Narodowej. W latach 1990–1993 był wiceburmistrzem Konstantynowa Łódzkiego, następnie do 1994 pełnił funkcję komisarza rządowego w tym mieście, a od 1994 do 2002 zajmował stanowisko burmistrza. Dwukrotnie bezskutecznie kandydował w wyborach do Sejmu (w 1997 z listy ROP i w 2001 z listy PO).
W 2002 bezskutecznie startował w wyborach samorządowych na urząd prezydenta Łodzi (jako wspólny kandydat Platformy Obywatelskiej i Prawa i Sprawiedliwości). W tych samych wyborach uzyskał mandat radnego sejmiku łódzkiego II kadencji. Zajmował stanowisko dyrektora w spółce akcyjnej Varitex.
W wyborach samorządowych w 2006 z listy Platformy Obywatelskiej po raz drugi został radnym sejmiku, następnie powołano go na stanowisko marszałka województwa. W 2010 ponownie uzyskał mandat radnego województwa, zakończył urzędowanie na stanowisku marszałka. W 2011 był kandydatem komitetu wyborczego wyborców Obywatele do Senatu w wyborach parlamentarnych, co w rezultacie skutkowało wykluczeniem z PO.
W 2014 był krótko pełnomocnikiem Polski Razem Jarosława Gowina w okręgu łódzkim. W tym samym roku z listy PiS (jako kandydat PRJG) uzyskał mandat radnego województwa V kadencji. W lutym 2016 stanął na czele struktur Polski Razem w województwie łódzkim, w listopadzie 2017 partia ta przekształciła się w Porozumienie. W 2018 objął stanowisko kanclerza Politechniki Łódzkiej. W tym samym roku ponownie został wybrany do sejmiku łódzkiego. W wyborach w 2019 kandydował z ramienia PiS do Sejmu. W 2022 wystąpił z Porozumienia.

## Odznaczenia
Otrzymał Złoty Krzyż Zasługi (2009) oraz Srebrną Odznakę „Zasłużony dla Ochrony Przeciwpożarowej” (2010).